# Vineta (E. Werner)

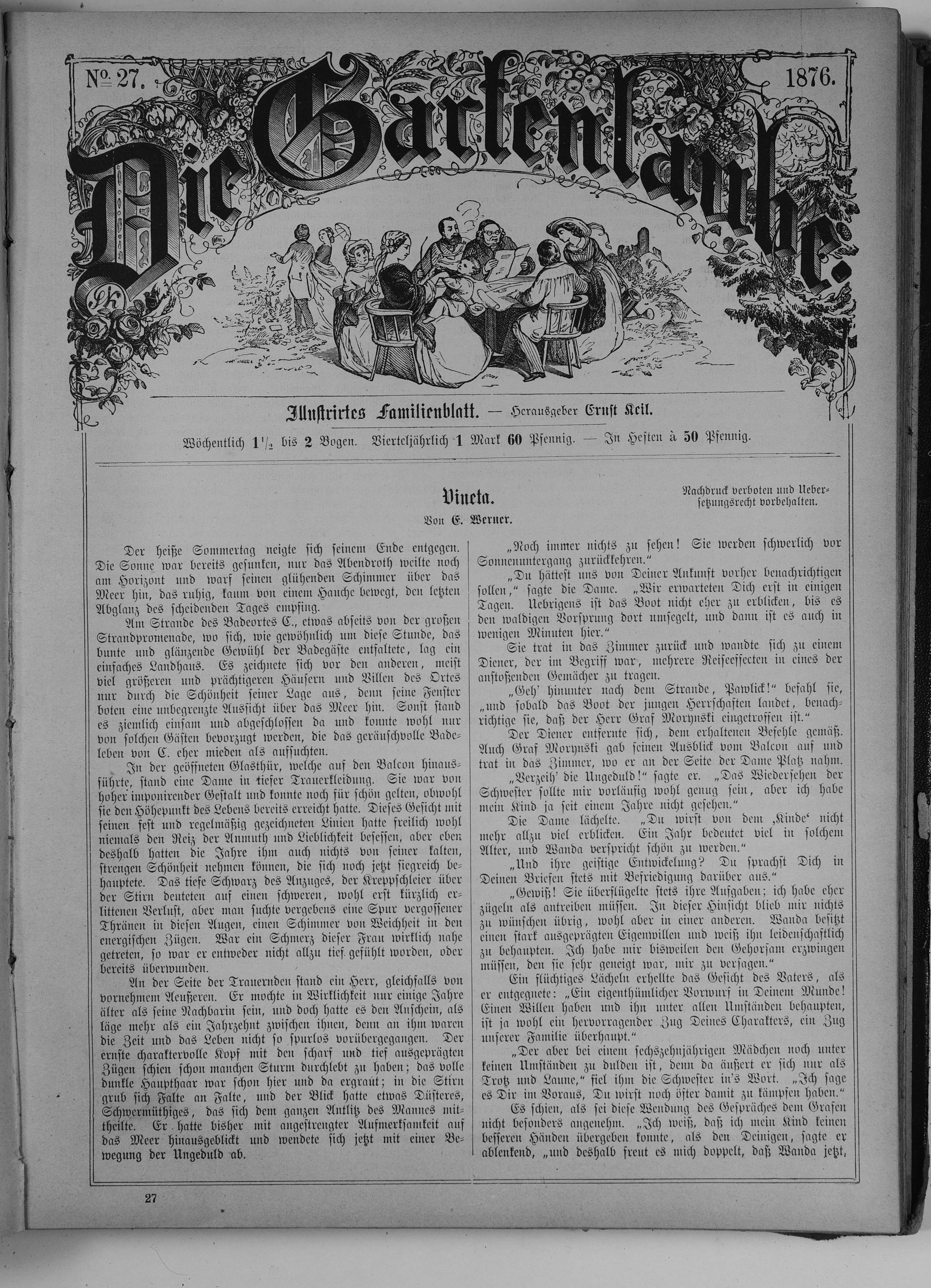
Die erste Seite des Romans in der „Gartenlaube“

Vineta ist ein Roman (Entwicklungsroman, Geschichtsroman, Familienroman, Liebesroman), den Elisabeth Bürstenbinder unter dem Pseudonym „E. Werner“ 1876 in der Familienwochenschrift Die Gartenlaube veröffentlicht hat (Hefte 27–52). Die Buchveröffentlichung folgte 1877 im Verlag des Herausgebers der „Gartenlaube“, Ernst Keil. Die Illustrationen der frühen Buchausgaben besorgte Wilhelm Claudius.
Der Roman erzählt die Geschichte des jungen Deutschen Waldemar Nordeck, der durch läuternde Lebenserfahrungen von jugendlicher Tumbheit und Indifferenz zur Übernahme von Verantwortung für seine ererbten, im polnisch-preußischen Grenzland gelegenen Rittergüter findet. Im slawisch-deutschen Kulturkampf, von dem der Roman handelt, bezieht er Position. Obwohl er die als widerrechtlich dargestellten polnischen Ansprüche auf das Grenzland unter Einsatz seines Lebens bekämpft und seine Besitztümer schließlich germanisiert, findet er auch zu einer Verständigung mit der Polin, die er liebt.

## Handlung
Ort der Handlung ist zunächst ein unbestimmter Badeort C. an der preußischen Ostseeküste, die Zeit die Mitte des 19. Jahrhunderts. Nach langer Trennung kommt es zu einer Wiedervereinigung von Graf Bronislaw Morynski und seiner Schwester Jadwiga. Beide sind glühende polnische Patrioten, die sich nichts sehnlicher wünschen als ein Ende der preußischen Herrschaft über ihre Heimat. Bronislaw ist Witwer und hat eine heranwachsende Tochter, Wanda.
Jadwiga, seine Schwester, war als junges Mädchen mit einem reichen, aber unkultivierten Deutschen, Nordeck, verheiratet worden, den sie nicht geliebt und mit dessen Familie sie sich nach Nordecks Tod überworfen hatte. Der gemeinsame Sohn, Waldemar, ist ihr immer fremd geblieben. Später hatte Jadwiga einen Landsmann, Fürst  Baratowski, geheiratet, und auch ihm einen Sohn, Leo, geboren, dem seither all ihre Liebe gilt. Nach seiner Mitwirkung an der Märzrevolution hatte der Fürst nach Paris ins Exil gehen müssen, und Frau und Sohn hatten ihn dorthin begleitet. Nun ist der Fürst tot, und Jadwiga und der mittlerweile heranwachsende Leo kehren aus Frankreich zurück, um sich mit Bronislaw zusammenzuschließen.
Waldemar Nordeck, Jadwigas Sohn aus erster Ehe, wächst bei seinem Onkel Witold auf. Er ist ein rauer Bursche von teutonischer Ungeschliffenheit, der ganz nach seinem Vater gerät und im Leben nur an einer Sache Interesse hat: der Jagd. Um den wilden Kerl zu bändigen, hat Witold für ihn einen Privatlehrer engagiert, den schüchternen Dr. Emil Fabian, der ganz und gar in seinem Forschungsgegenstand – der deutschen Geschichte – aufgeht, auf seinen Schüler aber keinerlei Eindruck zu machen vermag.
Da Waldemar inzwischen 21 Jahre alt und damit der Vormundschaft seines Onkels entwachsen ist, hofft Jadwiga, sich den Sohn, den Witold stets von seiner polnischen Verwandtschaft ferngehalten hat, nutzbar machen zu können. Mehr als an Waldemars Person liegt ihr an Wilicza, einem ererbten Gut Waldemars, das in einer der östlichsten preußischen Provinzen gelegen ist und einen ausgezeichneten Stützpunkt für den polnischen Freiheitskampf abgeben würde, an dem Jadwiga, Leo und Bronislaw nun mitwirken wollen.
Mit Waldemar hat Jadwiga leichtes Spiel. Zwar ist sie zu gefühlskalt, um den Sohn wirklich für sich einzunehmen, doch gelingt es ihr, ihn gegen seinen bisherigen Vormund einzunehmen. Noch entscheidender ist, dass Waldemar sich in seine Cousine Wanda verliebt, mit der gesellschaftlicher Verkehr für ihn nur möglich ist, wenn er auch mit der Mutter umgeht. Wandas Gefühle für Waldemar sind kompliziert. Waldemar ist einerseits so viel ungehobelter und ungebildeter als sein Halbbruder Leo, der sie ebenfalls liebt; andererseits flößt er ihr aber auch aufrichtige Zuneigung ein. Trotz allem: Wanda ist ein übermütiges, spaßliebendes junges Mädchen und wettet mit Leo, dass es ihr bald gelingen werde, Waldemar trotz all seiner Grobschlächtigkeit zu einem Fußfall zu bewegen.
Eine zentrale Szene des Romans ist ein Bootsausflug zu zweit, auf dem Waldemar Wanda von Vineta erzählt:
„Vineta soll, der Sage nach, eine alte Meeresfeste gewesen sein, die Hauptstadt der damaligen Bevölkerung, die das Meer und die Küsten ringsum beherrschte und an Glanz und Pracht ihres Gleichen suchte, während ihr aus allen Ländern unermeßliche Schätze zuströmten. Aber Hochmuth und Sünden ihrer Bewohner riefen das Strafgericht des Himmels auf sie herab, und sie ward von den Fluthen verschlungen. Unsere Schiffer schwören noch heute darauf, daß dort drüben, wo das Ufer so weit zurücktritt, die Feste Vineta unversehrt auf dem Meeresgrunde ruht. Sie wollen unter dem Wasser oft die Thürme und Kuppeln erblicken, die Glocken läuten hören, und bisweilen, in gewissen Zauberstunden, soll die ganze Wunderstadt wieder heraufsteigen aus der Tiefe und sich den besonders Begnadeten zeigen – es giebt ja Luftspiegelungen genug auf dem Meere, und wir haben hier im Norden auch eine Art von Fata Morgana, wenn auch freilich äußerst selten –“ (Die Gartenlaube, 1876, Heft 31, S. 514)
Wanda beginnt hier zu entdecken, dass Waldemar trotz aller Unartikuliertheit und aller Unbeholfenheit seiner Manieren eine seelische Tiefe besitzt, von der sie bisher nichts wusste.
Waldemar bleibt dieser Sinneswandel nicht verborgen. Wenig später macht er ihr eine fußfällige Liebeserklärung. Leo wird zufällig Zeuge der Szene und lässt durchscheinen, dass Wanda damit eine Wette gewonnen hat. Waldemar ahnt, was hier vorgeht, und ist zutiefst verletzt – glaubt er nun doch, dass Wande nie ernsthafte Gefühle für ihn gehegt hat. In seiner Verzweiflung und seinem seelischen Aufruhr unternimmt er einen wilden Ausritt. Als er in selbstmörderischer Absicht mit dem Pferd zu einem Sprung über einen allzu weiten Graben ansetzt, erscheint zufällig sein Lehrer Fabian. Eigentlich ist dieser nachgiebig und ängstlich. Die Sorge um den ihm anvertrauten Schüler verleiht ihm jedoch Heldenmut; Fabian greift Waldemar in die Zügel und rettet ihm damit das Leben. Die unerwartete Geste der liebenden Obsorge und auch die Tatsache, dass Fabian dabei verletzt wird, wirkt auf Waldemar augenblicklich läuternd. Er bereut seine bisherige Verachtung für den Lehrer und beginnt ein ernsthaftes Universitätsstudium.
Vier Jahre später. Jadwiga und Leo haben Wilicza in Besitz genommen und alle Schlüsselpositionen mit loyalen polnischen Gefolgsleuten besetzt. Der bisherige Administrator des Guts, Frank, hat einen schweren Stand und rechnet damit, seine Position bald ganz zu verlieren. Franks Tochter Margaretha („Gretchen“) ist die unfreiwillige Empfängerin der Aufmerksamkeiten des unsympathischen Regierungsassessors Hubert, eines hohen preußischen Polizeibeamten, der gegen die polnischen Aufrührer mit der ganzen Härte des Gesetzes vorgehen möchte.
Waldemar hat sein Studium abgeschlossen und kehrt mit Fabian, der ihn in die Universitätsstadt begleitet hatte, auf sein Gut Wilicza zurück, für das er nun die Verantwortung übernehmen will, die er als Eigentümer schon früher hätte auf sich nehmen sollen. Jadwiga, der er jegliche „Parteiumtriebe“ strengstens untersagt, ist über den Wandel ihres Sohnes besorgt. Auch für Fabian findet sich eine Aufgabe, er wird Gretchens Privatlehrer. Anstatt ihr, wie eigentlich vorgesehen, französischen Konversationsunterricht zu erteilen, nutzt Fabian die Unterrichtsstunden jedoch, um die junge Frau deutsche Geschichte zu lehren.
Jenseits der Grenze bricht der lang erwartete polnische Aufstand los. Bronislaw und Leo reisen ab, um an den Kämpfen teilzunehmen. In Wilicza versucht der von Jadwiga eingesetzte polnische Grenzförster, Osiecki, die preußischen Truppen zu militärischen Auseinandersetzungen zu provozieren. Als Waldemar sich ihm und seinen Männern entgegenstellt, gibt Osiecki einen Pistolenschuss auf ihn ab. Wanda rettet ihm das Leben, indem sie sich dazwischen wirft, wird dabei aber durch einen Streifschuss verletzt.
Dr. Fabian hat ein Buch über das Germanentum geschrieben. In der Universitätsstadt J. führt dessen Rezeption nun zu einem Gelehrtenstreit. Hauptgegner ist Prof. Schwarz, ein Onkel des unsympathischen Regierungsassessors Hubert. Eine andere Koryphäe, Prof. Weber, setzt dagegen so enthusiastisch für Fabian ein, dass diesem eine Professur angeboten wird. Freilich ist Fabian zunächst zu schüchtern, um dem Ruf zu folgen. Als er erfährt, dass Gretchen Hubert nicht liebt, wagt er es allerdings, ihr einen Heiratsantrag zu machen. Gretchen sagt Ja.
Als Leo erfährt, dass Waldemar den Grenzförster Osiecki, der für die Aufrührer ein wichtiger Verbindungsmann war, vertrieben hat, will er – Leo ist ein sehr heißblütiger junger Mann – mit dem Halbbruder abrechnen. Kurz entschlossen desertiert er von seinem polnischen Kommando, was freilich zur Folge hat, dass die führungslos gewordene Gruppe und mit ihr auch andere dem Gegner militärisch unterliegen. Bronislaw wird schwer verwundet und gerät in Gefangenschaft. Um zu retten, was zu retten ist, eilt Leo nach Polen zurück, wird unterwegs aber erschossen.
Ein Jahr später. Die Rebellen haben aufgegeben. Als Wanda erfährt, dass Bronislaw nach Sibirien deportiert werden soll, wünscht sie, ihren Vater zu begleiten. Jadwiga hat Wilicza verlassen und lebt nun auf Bronislaws Gut Rakowicz. Waldemar reorganisiert seine Güter und ersetzt dort alle Polen durch Deutsche. Gretchen und Fabian haben geheiratet und sind nach J. gegangen, wo Fabian die angebotene Professur doch noch angenommen hat.
Mit dem Ende der polnischen Aufstände ist die Karriere des Regierungsassessors Hubert, der seine Hexenjagd gegen die „Verschwörer und Hochverräter“ gern immer weiter führen würde, ins Stocken geraten. Als er eine reiche Erbschaft macht, reicht er sein Entlassungsgesuch ein. Noch bevor Hubert ausscheidet, wird er jedoch zum Regierungsrat ernannt und erhält einen letzten Auftrag: Er soll über die polnische Grenze reisen und Bronislaw fassen. Dieser ist, noch vor der geplanten Deportation nach Sibirien, nämlich entkommen. Die Leser erfahren erst später, dass seine Befreiung ein Husarenstreich Waldemars war, dem der Zufall sogar Huberts Papiere in die Hände gespielt hat, sodass Bronislaw nach Preußen in der falschen Identität des neuen Regierungsrats einreisen kann.
Als Waldemar Bronislaw wohlbehalten zu Jadwiga zurückbringt, entdeckt diese endlich ihr Herz für den Erstgeborenen. Bronislaw soll ins sichere England geschafft werden, wohin Wanda ihrem Vater folgen will. Da ihr Herz offenbar Waldemar gehört, springt Jadwiga aber für sie ein. Wanda und Waldemar verloben sich. Die Vineta-Sage hat sich an ihnen erfüllt:
„Waldemar und Wanda standen wieder an der Stelle, wo vor Jahren der wilde, ungestüme Knabe gestanden hatte, der da meinte, er brauche nur die Hand auszustrecken, um das, was seine erste Leidenschaft erweckte, nun auch als sein unbestrittenes Eigenthum an sich zu reißen, und das übermüthige Kind, das mit dieser Leidenschaft ein kindisches Spiel getrieben hatte. Damals wußten sie Beide noch nichts vom Leben und seinen Aufgaben. Seitdem war es ihnen genaht in seinem ganzen furchtbaren Ernste; es hatte sie hineingerissen in seine schwersten Kämpfe, und Alles zwischen sie gestellt, was zwei Menschen nur trennen kann. Aber die alte Meeressage hatte ihnen doch wahr gesprochen. Seit jener Stunde, wo ihr Zauber die beiden jugendlichen Herzen umspann, waren diese in ihrem Bann geblieben, und der Bann hielt sie fest trotz Entfremdung und Trennung; er zog sie mächtig zu einander, als um sie her Alles in Haß und Streit aufloderte, und führte sie siegreich durch all die feindlichen Gewalten bis zu dieser Minute.“ (Die Gartenlaube, 1876, Heft 52, S. 879)

## Entstehungshintergrund und Rezeption
Der Roman ist angeregt durch Jan Nepomuk Škroups gleichnamige romantische Oper aus dem Jahre 1875. In dessen von Hermann von Schmid geschriebenem Libretto heißen die Hauptfiguren ebenfalls Waldemar und Wanda. Die übrigen Figuren des Romans sind überwiegend Bürstenbinders eigene Schöpfung.
Die Namen Waldemar und Wanda erscheinen erneut in Charlotte Lynes 2007 publiziertem Roman Die Glocken von Vineta.

## Ausgaben (Auswahl)
- Vineta. In: E. Werners gesammelte Romane und Novellen. Illustrierte Ausgabe. Band 8. Union Deutsche Verlagsanstalt, Stuttgart, Berlin, Leipzig 1895.
- Vineta or The Phantom City. John W. Lovell Company, New York 1878 (Englischsprachige Ausgabe).
- Vineta. Librairie Hachette, 1885 (Französische Ausgabe).
- Vineta. Laboratorio del libro, 1904 (Italienische Ausgabe).